# Jan Wijnants (Maler)

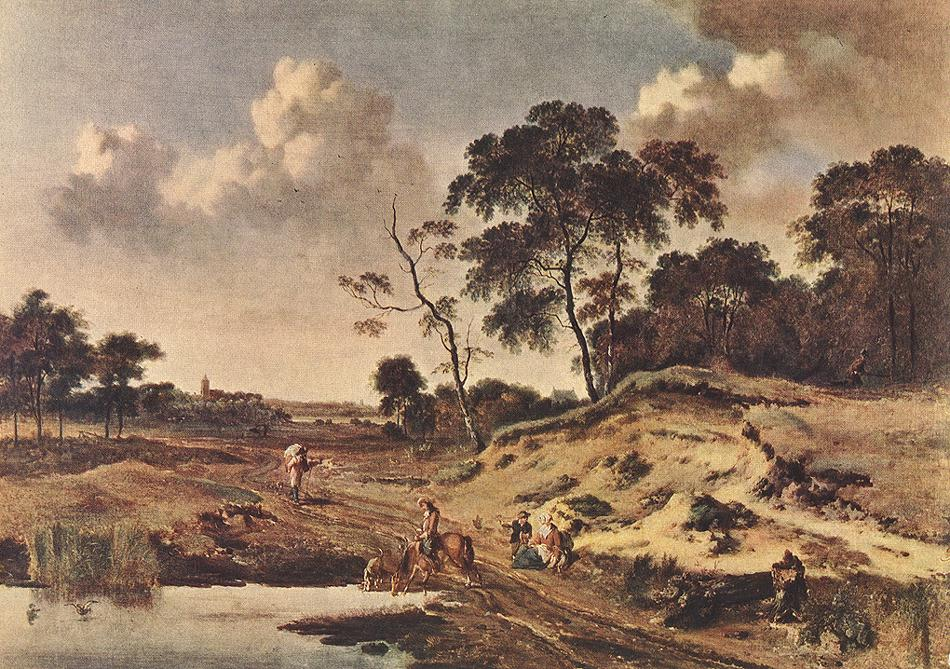
Jan Wijnants: Landschaft mit Düne

Jan Wijnants (* um 1632 vermutlich in Haarlem; † 23. Januar 1684 in Amsterdam) war ein niederländischer Maler.

## Leben
Weder das genaue Geburtsdatum noch der Geburtsort von Jan Wijnants sind belegt. Vermutlich kam er um 1632 als Sohn des Kunsthändlers Jan Wijants in Haarlem zur Welt. 1660 siedelte er nach Amsterdam über, wo er neben der Malerei auch eine Gastwirtschaft betrieb und 1684 starb.
Seine frühen Werke der 1650er Jahre wurden von dem Maler Dirck Wijntrack beeinflusst. In dieser Zeit finden sich häufig Bauernhäuser als Motiv in seinen Bildern. In seinen späteren Werken treten Gebäude in den Hintergrund und Dünenlandschaften bilden den Schwerpunkt seiner Landschaftsgemälde. Zu seinen Schülern gehörte Adriaen van de Velde. Seine Landschaftsmalerei beeinflusste im 18. Jahrhundert Maler wie François Boucher und Thomas Gainsborough.

## Werke (Auswahl)
- Landschaftspanorama am Waldrand, Museum voor Schone Kunsten, Gent
- Landschaft, Königliches Museum der Schönen Künste, Antwerpen
- Landschaft mit Vieh, Königliches Museum der Schönen Künste, Antwerpen
- Burg in einem Wald, Museo Thyssen-Bornemisza, Madrid
- Dünenlandschaft mit rastenden Jägern, Rijksmuseum, Amsterdam
- Landschaft mit zwei Jägern, Rijksmuseum, Amsterdam
- Landschaft mit Vieh auf der Landstraße, Rijksmuseum, Amsterdam
- Landschaft mit einem Reiter, der sein Pferd tränkt, Rijksmuseum, Amsterdam
- Landschaft mit Eselreiter, Rijksmuseum, Amsterdam
- Ein Bauernhaus, Rijksmuseum, Amsterdam
- Landschaft mit einem Jäger und weiteren Personen, Rijksmuseum, Amsterdam
- Hügelige Landschaft mit einem Reiter auf der Landstraße, Rijksmuseum, Amsterdam
- Landschaft mit Straßenhändler und ausruhender Frau, Rijksmuseum, Amsterdam
- Hügelige Landschaft, Wallace Collection, London
- Landschaft mit Düne, Eremitage, Sankt Petersburg
- Gleichnis vom barmherzigen Samariter, Eremitage, Sankt Petersburg
- Straße am Wald, Szépművészeti Múzeum, Budapest
- Landschaft mit Ruine eines Torbogens, Privatsammlung
- Landschaft mit totem Baum, National Gallery, London
- Landschaft mit hoher Düe, National Gallery, London
- Landschaft mit Ruine eines Torbogens, National Gallery, London
- Landschaft mit zwei toten Bäumen, National Gallery, London
- Ein Weg durch die Düne, National Gallery, London
- Bauern treiben Kühe und Schafe, National Gallery, London
- Landschaft mit Jäger und Hund, California Palace of the Legion of Honor, San Francisco
- Landschaft mit trinkender Kuh, Dulwich Picture Gallery, London
- Abendliche Dünenlandschaft, Kunsthistorisches Museum Wien
- Waldeingang, Kunsthistorisches Museum, Wien
- Herengracht, Amsterdam, Cleveland Museum of Art, Cleveland
- Landschaft mit Falkner, Louvre, Paris
- Dünenlandschaft mit einem Jäger, Museum der bildenden Künste, Leipzig
- Landschaft mit Bettler, Königliche Museen der Schönen Künste, Brüssel

## Galerie

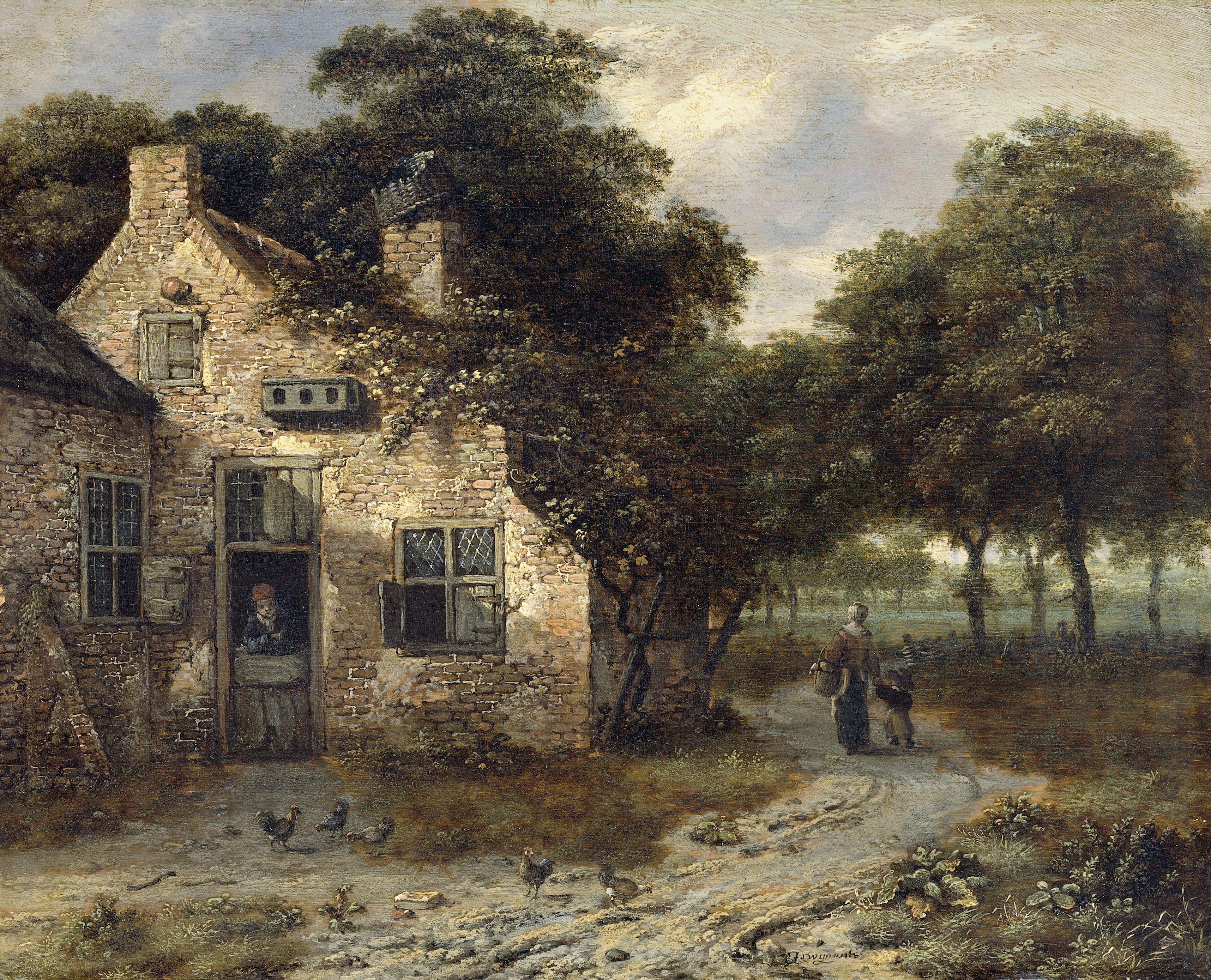
Ein Bauernhaus
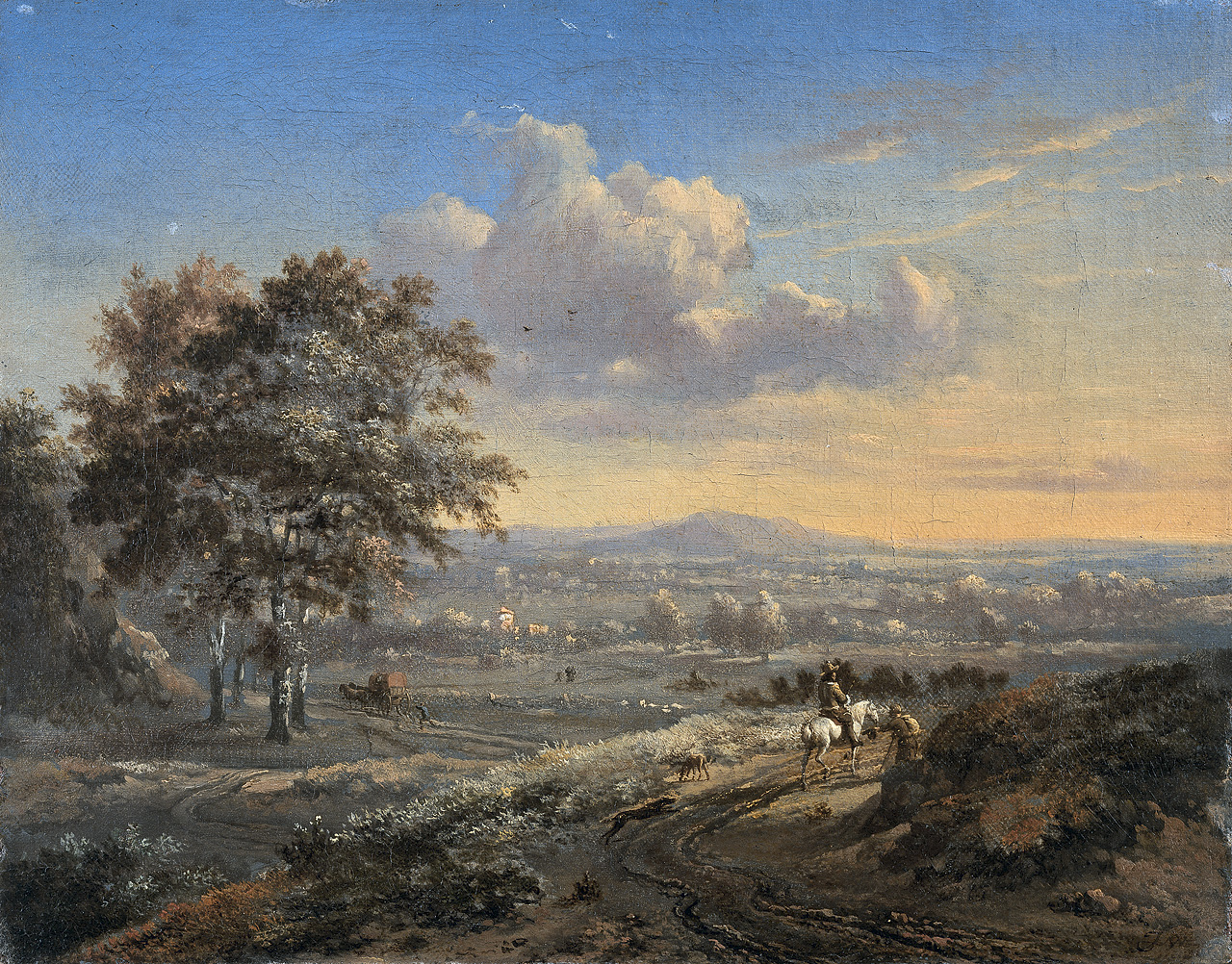
Hügelige Landschaft mit einem Reiter auf der Landstraße
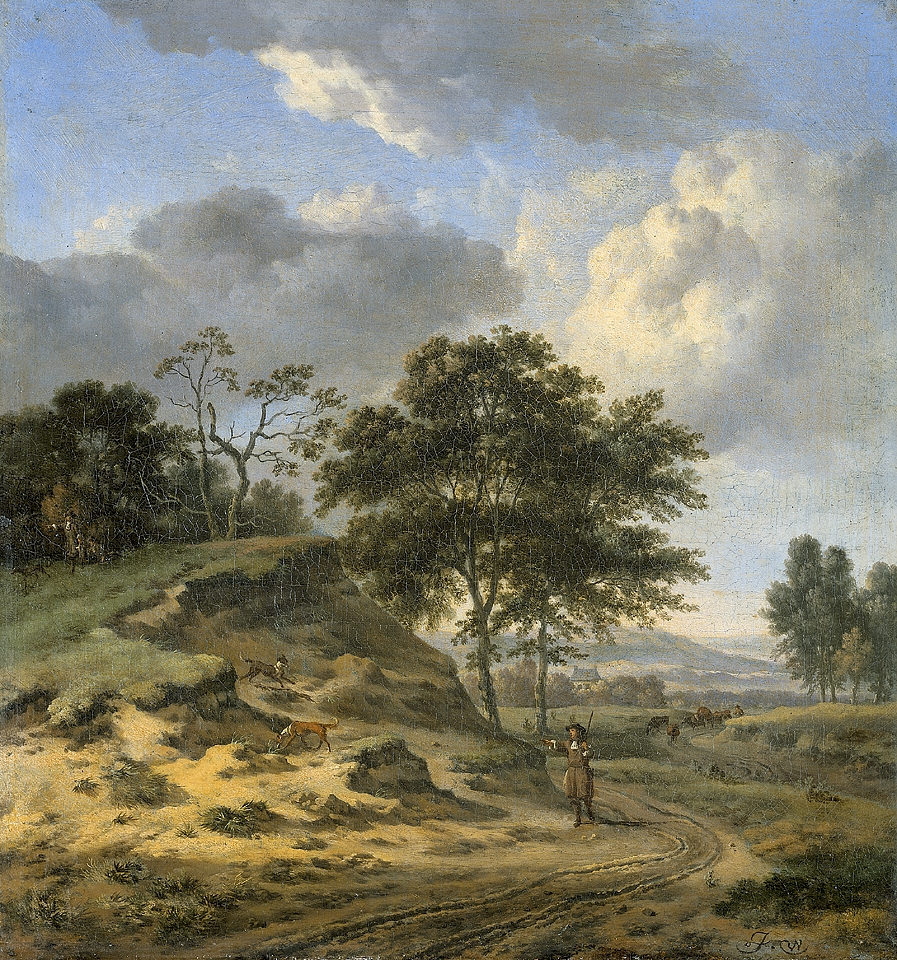
Landschaft mit zwei Jägern
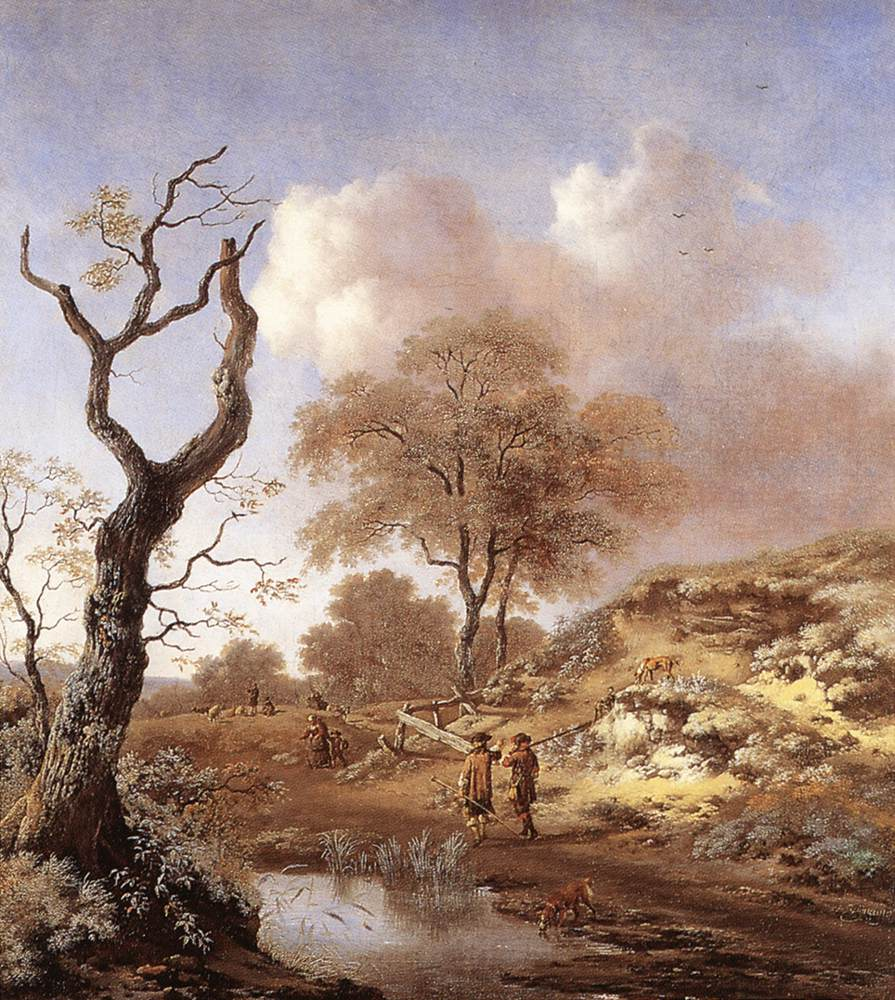
Hügelige Landschaft